# إدريس الجزائري
إدريس الجزائري (- 27 فبراير 2020) دبلوماسي جزائري، شغل منصب سفير بلاده لدى الولايات المتحدة، وهو حفيد عبد القادر الجزائري وكان رئيسا شرفيا لمؤسسة الأمير عبد القادر.

## حياته العلمية
تخرج من كلية الملكة بجامعة أوكسفورد بالمملكة المتحدة، ومن المدرسة الوطنية للإدارة في فرنسا، وكلية كنيدي للحكم في جامعة هارفارد في الولايات المتحدة الأمريكية.

## حياته العملية
عمل مستشارًا رئاسيًا لمدة سبع سنوات في عهد الرئيس هواري بومدين، وشغل منصب رئيس مجلس محافظي البنك الإفريقي للتنمية من 1971 إلى 1972، وبعدها تم تعيينه سفيرا للجزائر في بلجيكا والولايات المتحدة والكرسي الرسولي، والممثل الدائم لدى مكتب الأمم المتحدة في جنيف، في عام 1984، اُنتُخِبَ رئيسًا للصندوق الدولي للتنمية الزراعية، وأُعيد انتخابه مجددًا لعهدة ثانية. وكان رئيس مؤتمر نزع السلاح في عام 2009، ورئيس مجلس منظمة الهجرة الدولية في عام 2010. كما شغل أيضًا منصب المدير التنفيذي لمنظمة ACORD، وكان مقرّها الرئيسي في لندن، ومن عام 1995 حتّى عام 1998، كان عضوًا في مجلس إدارة منظمة "كير" بالولايات المتحدة. وشغل من 2016 إلى 2019 منصب مدير تنفيذي لمركز جنيف من أجل مناصرة حقوق الإنسان والحوار العالمي.
وفي عام 2019 تمّ اختياره كأستاذ زائر، تخصّص «الإسلام وحقوق الإنسان» في جامعة أوكسفورد. وهو أول جزائري يتم اختياره للتدريس فيها.

## أوسمة
- وسام الاستحقاق برتبة ضابط كبير من إيطاليا.
- الوسام العلوي برتبة ضابط من المغرب.
- وسام الاستقلال برتبة ضابط من الأردن.
- وسام الاستقلال برتبة ضابط من موريتانيا.
- وسام الذهبي ياسر عرفات من قبل الرئيس محمود عباس.